# Максим Перепелица
«Макси́м Перепели́ца» — советская чёрно-белая кинокомедия, снятая на киностудии «Ленфильм» в 1955 году режиссёром Анатолием Граником.

## Сюжет
Максим Перепелица — весёлый и находчивый парень из украинского села, известная личность в родной деревне. У него фантастическое умение придумывать всякие небылицы и отлынивать от работы. Получив повестку в армию он, желая «обезопасить» себя от возможных соперников, рассылает всем парням в деревне «гарбузы» от имени любимой им девушки Маруси — традиционный на Украине знак отказа в сватовстве, чем вызывает переполох в селе. Собрание колхоза даже хотело лишить Перепелицу почётной обязанности служить в Советской Армии, но Максим даёт слово исправиться. Марусе нравится Максим, несмотря на угрозы матери и его плохую репутацию балагура и пустослова, она обещает дождаться его.
В армии он, пытаясь избежать трудностей службы, по-прежнему хитрит, только здесь хитрость обходится ему дорого. Перепелица служит вместе со своим односельчанином Степаном Левадой. Проявив лидерские качества Левада быстро становится командиром отделения, но не даёт другу никакого послабления. Однажды он назначает Максима в наряд вне очереди на кухню. Максиму лень чистить картошку и он уходит в самовольную отлучку. Вне расположения части его останавливает патруль и день заканчивается арестом и гауптвахтой. После возвращения и разговора с командиром, Максим осознаёт ошибки и начинает перевоспитываться. Проявив смекалку и инициативу во время учений, он получает звание младшего сержанта. Максима сильно беспокоит то, что Маруся не отвечает на письма, он подозревает, что любимая не дождалась его. Вернувшись в родное селе, во время отпуска, Максим проявляет настоящий героизм и спасает провалившегося в яму деда Мусия. Максиму рассказывают слухи о сватовстве Маруси, но он собирается с духом и навещает девушку, которая прогоняет других женихов и отвечает ему взаимностью.

## В ролях
- Леонид Быков — Максим Перепелица
- Людмила Костырко — Маруся, невеста Максима
- Николай Яковченко — Кондрат Перепелица, отец Максима
- Александр Борисов — Марко Муха, друг Кондрата
- Георгий Осипенко — Опанас, друг Кондрата
- Василий Фущич — Степан Левада, друг Максима
- Таисия Литвиненко — Василинка, невеста Степана
- Нина Тамарова — Явдоха, торговка
- Владимир Ефимов —  Иван Твердохлиб, неудачливый жених Маруси
- Георгий Вицин —  Мусий, пенсионер
- Анатолий Степанов — Фомин, гвардии лейтенант, командир взвода
- Константин Сорокин — Саблин, старшина
- Александр Суснин — Василий Ёжиков, сослуживец Максима
- Сергей Сибель — Самусь, сослуживец Максима
- Раднэр Муратов — Таскиров, сослуживец Максима
- Павел Усовниченко — Куприянов, командир взвода (в титрах Куприянов, по фильму Ветров)
- Борис Аракелов — Гришка, друг Максима
- Алексей Бахарь — Васин, командир взвода
- Виктор Бриц — сельский парень, друг Максима
- Борис Лёскин — Микола, старший друг Максима
- Татьяна Пельтцер — соседка
- Иван Кузнецов — председатель колхоза
- Елизавета Уварова — Параска, жена Мусия
- Сергей Подмастерьев — младший друг Максима
- Михаил Крамар — армейский повар (в титрах не указан)
- Кирилл Лавров — армейский фотокорреспондент (в титрах не указан)
- Лидия Федосеева-Шукшина — девушка на проводах в армию
- Николай Чеботарёв — сапожник-грузин

## Съёмочная группа
- Сценарий — Иван Стаднюк
- Постановка — Анатолий Граник
- Режиссёр — Виктор Садовский
- Главный оператор — Дмитрий Месхиев
- Оператор — Алексей Сысоев
- Художник — Виктор Савостин
- Композитор: Василий Соловьёв-Седой
- Автор песен — Михаил Дудин
- Звукооператор — Николай Косарев
- Художник по костюмам — Виля Рахматулина

## Съёмки
- Именно в этом фильме впервые были показаны широкому зрителю Автомат Калашникова, самозарядный карабин Симонова и ручной пулемёт Дегтярёва, принятые на вооружение в конце 1940-х гг.[1].
- Максим Перепелица напевает марш «Стальная эскадрилья».
- В фильме впервые прозвучала песня «В путь» (другое название «Солдатская песня») В. Соловьёва-Седого на слова Михаила Дудина[2][3].
- В том же 1955 году был снят фильм «Солдат Иван Бровкин» с очень похожим сюжетом; автор сценария и литературного оригинала Иван Стаднюк открыто обвинял создателей «Ивана Бровкина» (Ивана Лукинского и Георгия Мдивани) в плагиате[4].